# Seefeld in Tirol
Seefeld in Tirol – gmina w Austrii, w kraju związkowym Tyrol, w powiecie Bezirk Innsbruck-Land. Ośrodek sportów zimowych.
W Seefeld in Tirol w 1963 odbyły się Mistrzostwa Świata w Biathlonie oraz konkursy skoków narciarskich i biegów na Zimowych Igrzyskach Paraolimpijskich w Innsbrucku. W gminie tej odbyły się także w 1985 Mistrzostwa Świata w Narciarstwie Klasycznym. Kolejne Mistrzostwa Świata w Narciarstwie Klasycznym odbyły się w tej gminie w 2019 roku.

## Linki zewnętrzne

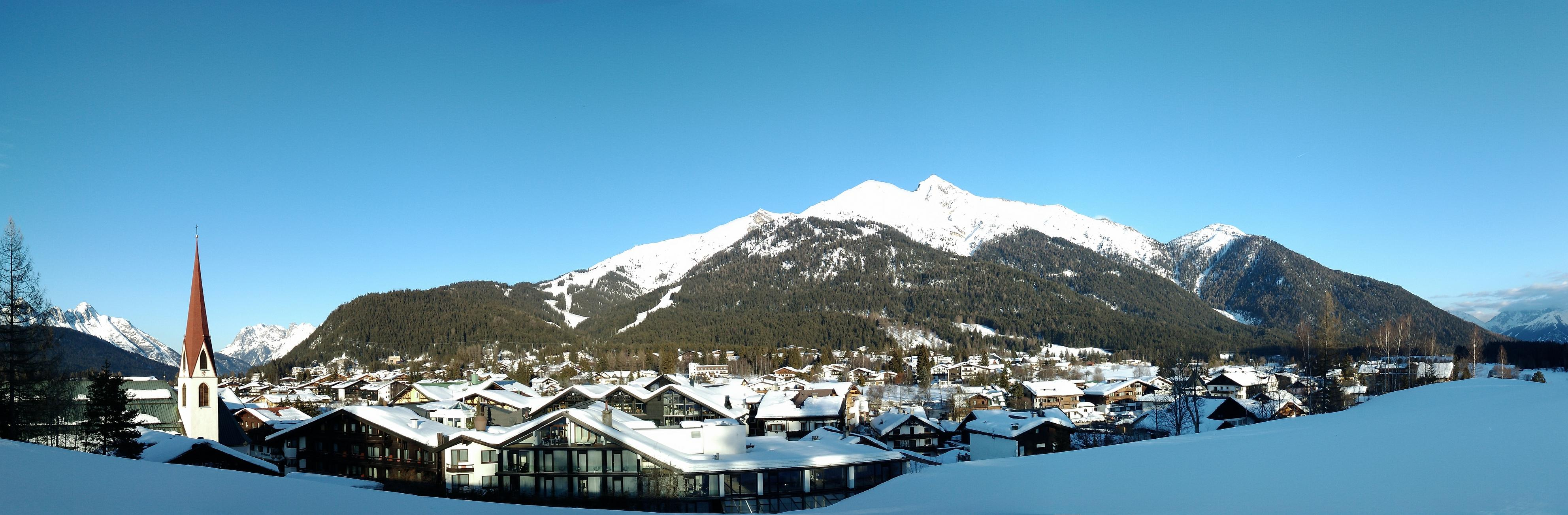